# Richard Harwood
Richard Verrall (nacido en 1948) es un neonazi británico, negacionista del Holocausto y exvicepresidente del Frente Nacional británico (NF). Fue editor de la revista de extrema derecha Spearhead de 1976 a 1980. Bajo el seudónimo de Richard E. Harwood, Verrall escribió el panfleto negacionista Did Six Million Really Die?

## Carrera en el Frente Nacional
Verrall estudió historia en el Westfield College, ahora parte del Queen Mary University of London, terminando esa carrera primero en su clase. Inicialmente miembro del Partido Conservador, Verrall abandonó a principios de la década de 1970, junto con varios miembros de la derecha que apoyaban a Enoch Powell, para unirse al NF. Inicialmente fue un estrecho partidario de John Tyndall, quien lo nombró editor de Spearhead, puesto que le permitió utilizar la revista para difundir ideas negacionistas del Holocausto . También fue conocido por su apoyo a la eugenesia y al determinismo biológico, añadiendo a esta teoría que era igualmente natural que los miembros de un grupo genético se sacrificaran en beneficio de otros del mismo grupo, atacando así la crítica de que la noción de sacrificio hace inaplicable esta teoría a la humanidad.
A pesar de su apoyo inicial a Tyndall, Verrall no le siguió en el Nuevo Frente Nacional y de hecho fue nombrado vicepresidente del partido original por Andrew Brons en 1980. Aunque fue nombrado para este cargo, Verrall apenas desempeñó ningún otro papel en la política del NF y se mantuvo al margen de las luchas internas. En lugar de ello, concentró la mayor parte de sus esfuerzos en escribir sobre negacionismo del Holocausto

## Escritos sobre la negación del Holocausto
Verrall es más conocido hoy en día por su panfleto (bajo el nombre falso de Richard Harwood) Did Six Million Really Die? ("¿Murieron realmente seis millones?" en español), un panfleto de negacionismo del Holocausto que fue objeto de una acción penal contra su editor alemán, con sede en Canadá, Ernst Zündel. El tribunal de primera instancia consideró que el panfleto estaba compuesto por invenciones y distorsiones. El Tribunal Supremo de Canadá dictaminó que el libro «tergiversaba el trabajo de los historiadores, citaba erróneamente a los testigos, fabricaba pruebas y citaba autoridades inexistentes».
En 2017, Amazon en el Reino Unido retiró la entrada de Did Six Million Really Die de las ofertas en su sitio después de muchos años de haberla llevado.

## Vida personal
Verrall está casado con Tessa Sempik, una abogada, y fueron mencionados en un artículo de 1996 sobre la ley de arrendamiento.